# Залізна діва

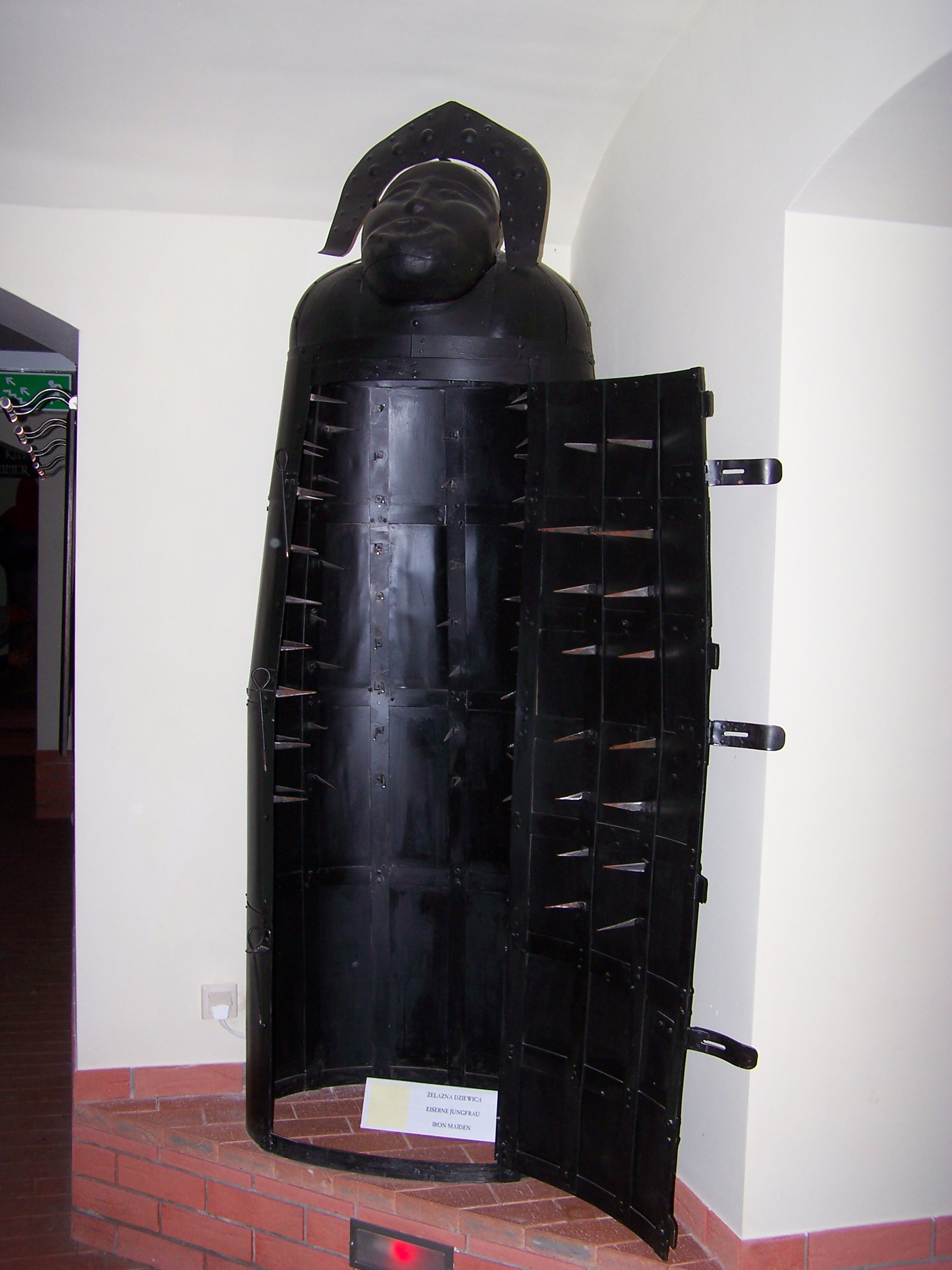

Залі́зна ді́ва (англ. Iron maiden) — знаряддя смертної кари або катування, залізна шафа у вигляді жінки, обставлена всередині залізними шипами. Припускається, що поставивши туди засудженого, шафу зачиняли, і гострі довгі шипи, якими була засаджена внутрішня поверхня грудей і рук «залізної діви», встромлювались у його тіло; потім, після смерті жертви, рухоме дно шафи опускалося, тіло страченого скидалося в воду й відносилось її течією.
Хоча знаряддя часто описується як «середньовічне», немає жодного свідчення, що воно існувало в той час. Усі відомі зразки були створені в XIX столітті як музейні експонати.

## Історія
За розповідями давніх письменників, схожий спосіб кари уперше винайшов спартанський тиран Набіс близько 200 року до н. е. Придумана ним машина мала вигляд пишно одягненої жінки, що сидить на стільці, і називався Апегою, на ім'я дружини тирана, сумнозвісної своєю жадібністю та пихою. Набіс користувався Апегою для вимагання грошей. Якщо жертва відмовлялася, її садили в Апегу. Всіяні цвяхами руки притискали жертву до грудей, також покритих цвяхами. Набіс міг керувати машиною, щоб тиснути слабше чи сильніше — і врешті вбити людину.
Опис страти Марка Атілія Регула (246 рік до н. е.), як записано в «Мученикам» Тертуліана та «Місті Божому» Аврелія Августина згадує, що карфагеняни вбили його «ув'язнивши його у вузькому дерев'яному просторі, в якому він змушений був стояти, і набивши з усіх боків найгостріші цвяхи, щоб він не міг притулитися, вони вмертвили його безсонням».
Пізніше знаряддя, що можливо лягло в основу образу залізної діви — це «шандмантель» («мантія ганьби»), зроблена з дерева та олова, але без шипів.
Міф про те, що залізні діви існували в Середньовіччі, ймовірно, поширив німецький філософ Йоганн Філіп Зібенкес наприкінці XVIII століття, пишучи як фальшивомонетник у Нюрнберзі був страчений за допомогою такого знаряддя в 1515 році. Перші відомі залізні діви були сконструйовані в XIX столітті та видавалися в музеях за середньовічні знаряддя тортур. Вони зберігаються в Музеї нас (Сан-Дієго, Каліфорнія), Музей Університету Мейджі (Токіо, Японія), Музеї замку Кобург (Німеччина), Крумловскому замку (Чехія), Музеї тортур у Празі.
Найвідомішою «залізною дівою», яка популяризувала це знаряддя тортур, була Нюрнберзька діва, вперше представлена, можливо, ще в 1802 році. Оригінал був втрачений під час бомбардування Нюрнберга союзниками в 1945 році. Копія «з Королівського замку Нюрнберга», виготовлена для публічного показу, була продана через Дж. Іхенхаузера з Лондона графу Шрусбері в 1890 році разом з іншими знаряддями тортур, і після демонстрації на Всесвітній колумбійській виставці в Чикаго, штат Іллінойс, в 1893 році, була взята ним у американське турне. Цю копію продали на аукціоні на початку 1960-х років і відтоді вона виставлена в Музеї середньовічних злочинів у Ротенбурзі-на-Таубері.
Схожа «діва» була знайдена в 2003 році в Іраку. Стверджується, що вона використовувалась для розправи з супротивниками Удея Хуссейна.